# نونو بينا
نونو بينا (بالبرتغالية: Nuno Pina‏) هو لاعب كرة قدم برتغالي في مركز الوسط، ولد في 31 مارس 1999 في لشبونة في البرتغال. لعب مع كييفو فيرونا.

## وصلات خارجية
- نونو بينا على موقع قاعدة بيانات كرة القدم.إي يو (الإنجليزية)
- نونو بينا على موقع Soccerway.com (الإنجليزية)